# Foca grisa
La foca grisa (Halichoerus grypus) és una espècie de mamífer pinnípede de la família dels Phocidae i únic membre del gènere Halichoerus, és relativament comuna a l'oceà Atlàntic nord.

## Descripció
És de mida mitjana. Els mascles adults arriben a fer de 2,5 a 3,3 m de llarg i pesen més de 300 kg.

## Distribució
A Gran Bretanya i Irlanda, la foca grisa cria en diverses colònies al voltant de les costes. Al Canadà es troben en gran nombre i arriben a Nova Jersey als Estats Units. La colònia més gran del món es troba a Sable Island. N'hi ha una població aïllada a la Mar Bàltica.

## Alimentació
Menja una gran varietat de peixos que captura fins a 70 m de fondària o més entre ells es troba el bacallà, també menja pops i llagostes.

## Reproducció
Els cadells neixen a la tardor a l'Atlàntic est i al gener a l'oest. Quan tenen un mes ja poden alimentar-se per ells mateixos 

## Subespècies
- Halichoerus grypus grypus

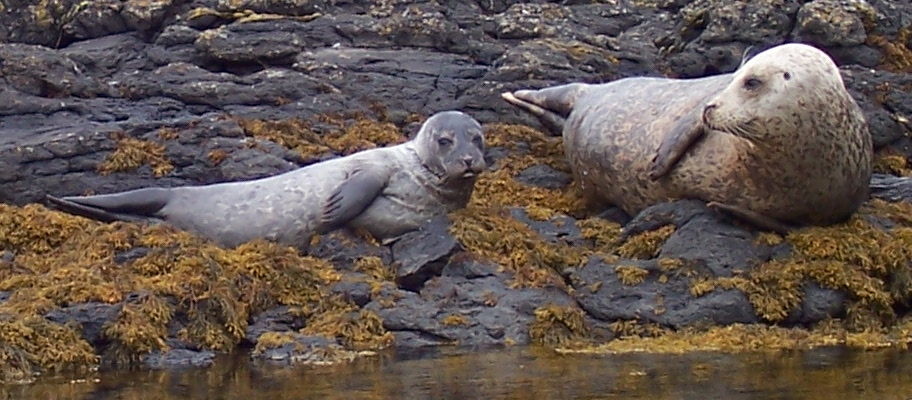
Foques grises a l'Illa de Skye

- Halichoerus grypus macrorhynchus, també coneguda amb el sinònim de H. grypus balticus.